# نورایر
نورایر (به ارمنی: Նորայր)  نام کوچک مردانه رایج در میان ارمنیان می‌باشد و ممکن است به یکی از موارد زیر اشاره داشته باشد:
- نورایر آراکلیان، ریاضی‌دان
- نورایر باختامیان، تیرانداز
- نورایر سارگسیان، ژیمناست
- نورایر ساهاکیان، بازیکن فوتبال
- نورایر سیساکیان
- نورایر گیوزالیان، بازیکن فوتبال
- نورایر مناتساکانیان، خواننده
- نورایر موشغیان
- نورایر نوریکیان، وزنه‌بردار
- نورایر واردانیان، وزنه‌بردار